# NGC 6064
NGC 6064 est une paire de galaxies spirales en collision située dans la constellation d'Hercule. NGC 6064 a été découverte par l'astronome germano-britannique William Herschel en 1784. La vitesse de NGC 6064 par rapport au fond diffus cosmologique est de 4 822 ± 6 km/s, ce qui correspond à une distance de Hubble de 71,1 ± 5,0 Mpc (∼232 millions d'al). Cette paire a aussi été observée par l'astronome allemand Albert Marth le 2 juillet 1864 et elle a été inscrite au New General Catalogue sous la désignation NGC 6052.

## Description
La paire NGC 6064 présente une large raie HI et est lumineuse dans l'infrarouge (LIRG). La luminosité de NGC 6064 dans l'infrarouge lointain (de 40 à 400 µm) est égale à 7,76 × 1010 {\displaystyle L_{\odot }} (1010,89{\displaystyle L_{\odot }}) et sa luminosité totale dans l'infrarouge (de 8 à 1 000 µm) est de 1,05 × 1011 {\displaystyle L_{\odot }} (1011,02{\displaystyle L_{\odot }}). Elle figure également dans l'atlas des galaxies particulières d'Halton Arp sous la cote Arp 209, comme exemple d’une « galaxie avec des irrégularités, une absorption et une résolution ».
À ce jour, trois mesures non basées sur le décalage vers le rouge (redshift) donnent une distance de 139,333 ± 1,155 Mpc (∼454 millions d'al), ce qui est loin à l'extérieur des valeurs de la distance de Hubble. Notons que c'est avec la valeur moyenne des mesures indépendantes, lorsqu'elles existent, que la base de données NASA/IPAC calcule le diamètre d'une galaxie et qu'en conséquence le diamètre de NGC 6064 pourrait être d'environ 19,8 kpc (∼64 600 al) si on utilisait la distance de Hubble pour le calculer.
NGC 6064 est membre du superamas d'Hercule.

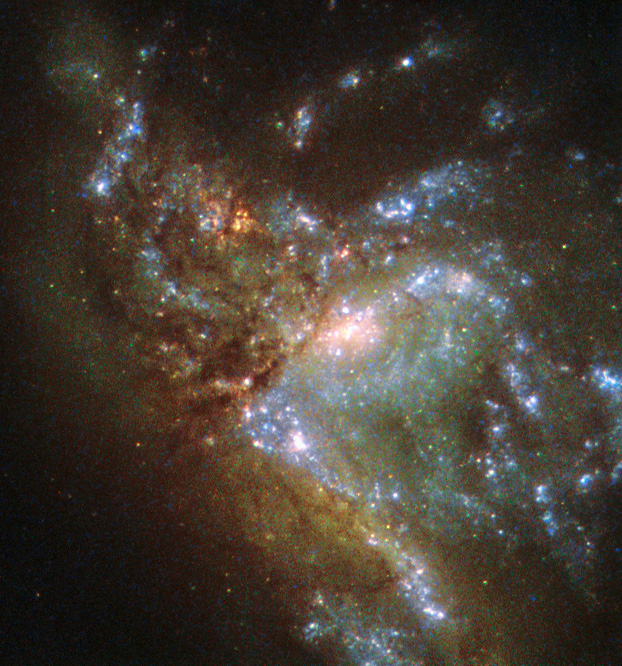
NGC 6064 par le télescope spatial Hubble.
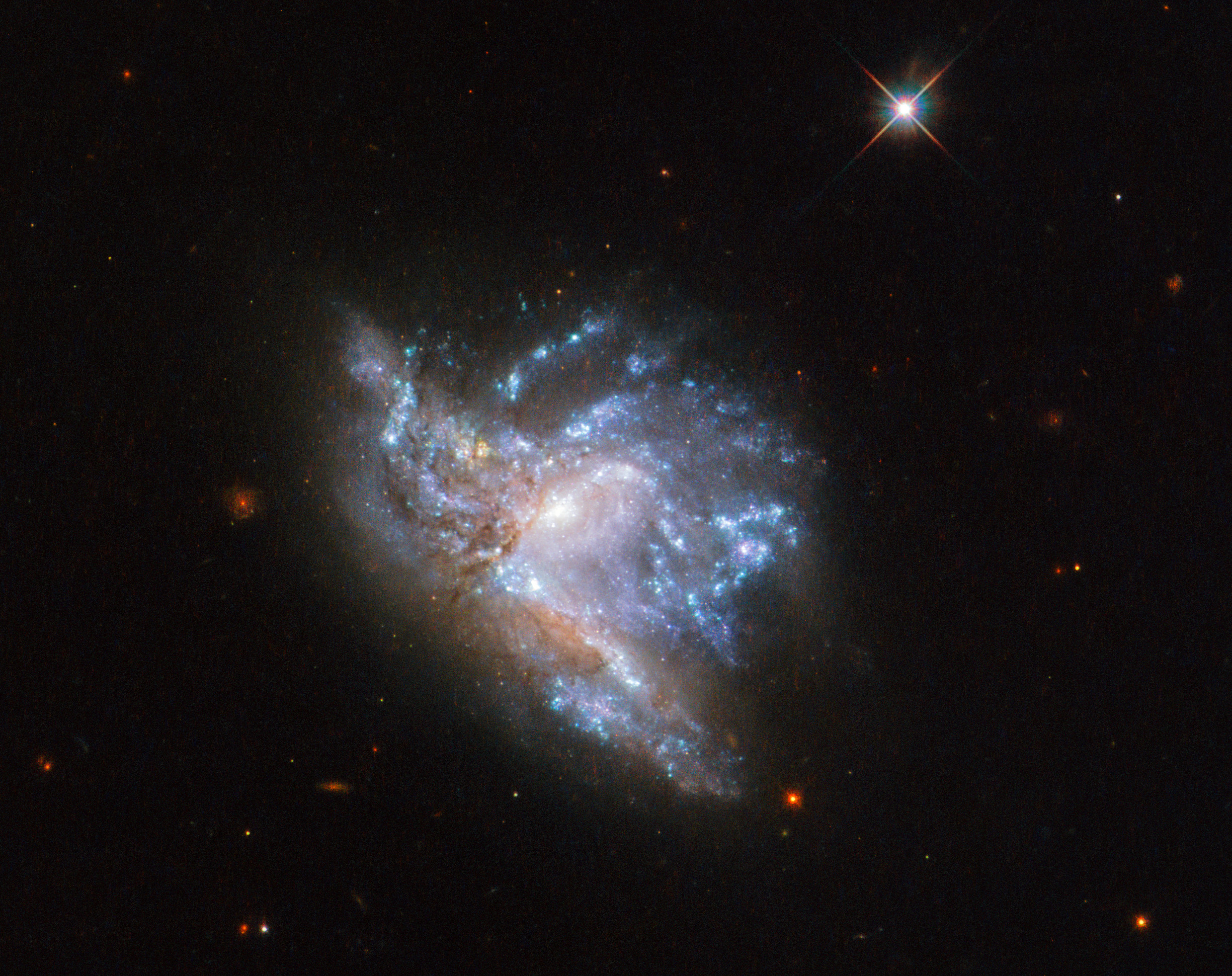
Autre version de NGC 6064 par le télescope spatial Hubble.

## Supernova
La supernova SN 1982aa a été découverte le 1er janvier 1982 dans NGC 6052 (NGC 6064) par Q. F. Yin et D. S. Heeschen du NRAO grâce à des observations en ondes radio réalisées à l'aide du Very Large Array. Le type de cette supernova n'a pas été déterminé.

## Groupe de NGC 6052
Selon A. M. Garcia, NGC 6052 (=NGC 6064) fait partie d'un groupe de galaxies qui porte son nom. Le groupe de NGC 6052 comprend au moins 13 membres. Les autres galaxies du groupe sont NGC 5975, NGC 6008, NGC 6020, NGC 6030, NGC 6032, NGC 6060, NGC 6073, IC 1132, CGCG 137-37, UGC 10127, UGC 10197 et UGC 10211.
Étant donné que NGC 6052 est membre du superamas d'Hercule, les autres galaxies du groupe en font également partie.